# 乙華菜乃
乙華 菜乃（おとか なの、1月17日 - ）は、宝塚歌劇団星組に所属する娘役。
兵庫県川西市、百合学院高等学校出身。身長162cm。愛称は「ななごん」、「なの」、「おつか」。

## 来歴
2018年、宝塚音楽学校入学。
2020年、音楽学校卒業後、宝塚歌劇団に106期生として入団。入団時の成績は6番。月組公演「WELCOME TO TAKARAZUKA／ピガール狂騒曲」で初舞台。その後、星組に配属。
2024年の「RRR×TAKA"R"AZUKA〜√Bheem〜」で新人公演初ヒロイン。

## 主な舞台

### 初舞台
- 2020年9 - 11月、月組『WELCOME TO TAKARAZUKA-雪と月と花と-』『ピガール狂騒曲』（宝塚大劇場のみ）

### 星組時代
- 2021年2 - 5月、『ロミオとジュリエット』[注釈 2]
- 2021年7月、『婆娑羅（ばさら）の玄孫（やしゃご）』（ドラマシティ・プレイハウス） - おつる
- 2021年9 - 12月、『柳生忍法帖』 - 新人公演：おとね（本役：水乃ゆり）／台月尼（本役：彩園ひな）『モアー・ダンディズム!』
- 2022年2月、『ザ・ジェントル・ライアー〜英国的、紳士と淑女のゲーム〜』（KAAT神奈川芸術劇場）
- 2022年4 - 5月、『めぐり会いは再び next generation-真夜中の依頼人（ミッドナイト・ガールフレンド）-』『Gran Cantante（グラン カンタンテ）!!』（宝塚大劇場）
- 2022年6 - 7月、『めぐり会いは再び next generation-真夜中の依頼人（ミッドナイト・ガールフレンド）-』 - 新人公演：アージュマンド（本役：瑠璃花夏）『Gran Cantante（グラン カンタンテ）!!』（東京宝塚劇場）
- 2022年9月、『モンテ・クリスト伯』 - 代役：カルコント（本役：都優奈）『Gran Cantante（グラン カンタンテ）!!』（全国ツアー）[注釈 3]
- 2022年11 - 2023年2月、『ディミトリ〜曙光に散る、紫の花〜』 - 幼少ルスダン、新人公演：イルマ（本役：七星美妃）『JAGUAR BEAT-ジャガービート-』
- 2023年3 - 4月、『バレンシアの熱い花』 - マルガリータ『パッション・ダムール・アゲイン!』（全国ツアー）
- 2023年6 - 7月、『1789-バスティーユの恋人たち-』（宝塚大劇場）
- 2023年7 - 8月、『1789-バスティーユの恋人たち-』（東京宝塚劇場） - 新人公演：リュシル（本役：詩ちづる）
- 2023年10月、『My Last Joke-虚構に生きる-』（バウホール） - エリザベス・F・エレット
- 2024年1 - 2月、『RRR×TAKA"R"AZUKA〜√Bheem〜（アールアールアール バイ タカラヅカ〜ルートビーム〜）』 - ラーマ（少年）『VIOLETOPIA（ヴィオレトピア）』（宝塚大劇場）[注釈 1][3]
- 2024年2 - 4月、『RRR×TAKA"R"AZUKA〜√Bheem〜（アールアールアール バイ タカラヅカ〜ルートビーム〜）』 - ラーマ（少年）、新人公演：ジェニファー（ジェニー）（本役：舞空瞳）『VIOLETOPIA（ヴィオレトピア）』（東京宝塚劇場） 新人公演初ヒロイン[3][4]
- 2024年6月、『夜明けの光芒』（ドラマシティ・東京建物 Brillia HALL） - エステラ（少女）
- 2025年1月、『ANTHEM-アンセム-』（日本武道館）
- 2025年4 - 8月、『阿修羅城の瞳 』- 新人公演：桜姫（本役：詩ちづる）『エスペラント！』
- 2025年9 - 10月、『ダンサ セレナータ 』- リタ『Tiara Azul －Destino－ II』（全国ツアー）
- 2026年1 - 4月、『恋する天動説 』『DYNAMIC NOVA』